# Rodrigo Romano
Rodrigo Emiliano Romano Pérez (Montevideo, 24 de septiembre de 1976) es un periodista deportivo, presentador de televisión, comunicador y relator uruguayo.

## Biografía
Nacido en 1976, desde niño le gustaba mucho el relato deportivo, tanto que a veces, se ponía delante del televisor, con un micrófono de papel y relataba.
Tiempo después, en 1994 arranca en los medios, dentro de un programa de básquetbol, en Radio Universal, bajo iniciativa de Alberto Sonsol, y posteriormente, prestó servicios para TyC Uruguay.
En julio de 1999, debuta como relator oficial de Tenfield, la nueva empresa que compró los derechos del fútbol uruguayo, acompañado de Juan Carlos Scelza, relatando no solo los partidos de Nacional y Peñarol, sino los de la selección uruguaya, donde ganaría una cantidad importante de adeptos a sus narraciones.
También presentó el programa RR.Gol, donde además de resumir los goles de las ligas importantes, daba visibilidad a los jugadores uruguayos con sus anotaciones, y narró partidos del fútbol portugués, brasileño y alemán.
En su carrera, relató cinco Copas del Mundo, de las cuales tres fueron en exclusiva para Canal 10, seis ediciones de la Copa América y varios partidos de las selecciones juveniles de Uruguay, y de clubes uruguayos en torneos internacionales para las cadenas PSN y Fox Sports hasta 2004.
Luego de 20 años vinculado a la empresa, y en medio de un desgaste en las relaciones por varias situaciones, Romano es despedido de Tenfield. Posteriormente, se incorporaría a Canal 10 como panelista de Punto Penal y presentador de deportes en Subrayado Primeras Noticias, y como miembro de HDF en Radio Carve.
Actualmente, trabaja en Teledoce como presentador de deportes en Telemundo 12 y es conductor del Polideportivo junto a Federico Buysán, en DirecTV Sports y AUF TV.

## Coberturas
- Campeonato Uruguayo (1999-2018): Tenfield vía VTV y GolTV (1999-2018), Radio Carve (2019, ocasionalmente)
- Copa Libertadores de América (2000-2004): partidos de clubes uruguayos por PSN y Fox Sports
- Copa Mundial de Fútbol (ediciones del 2002 al 2022): Multimedio Plural (2002), Canal 10 y Teledoce (2006), Canal 10 (2010, 2014 y 2018) y Teledoce (2022).
- Eliminatorias Sudamericanas (2002-2022): Tenfield (2002, 2006, 2010, 2014 y 2018), PSN (2002) y AUF TV (2022 - modo audio y 2026)
- Copa América (2001-2015, 2019-2021): Tenfield (2001, 2004, 2007, 2011 y 2015), Radio Carve (2019), DirecTV Sports (2021)
- Campeonato Sudamericano de Fútbol Sub-20 (2001-2017): Tenfield (ediciones del 2001 al 2017)
- Campeonato Sudamericano de Fútbol Sub-17 (2001-2017): Tenfield (ediciones del 2001 al 2017)
- Eurocopa (2012, 2016): producción de Tenfield vía Canal 5 y VTV (ediciones del 2012 y 2016)
- Juegos Olímpicos (2012, 2016): producción de Tenfield vía Canal 5 (ediciones del 2012 y 2016)
- Amistosos de la selección uruguaya de fútbol (1999-presente): Tenfield (1999-2018), AUF TV (2019-presente)
- Copa Nacional de Clubes (2019): producción de AUF TV vía La Red (2019)
- Copa Mundial de Fútbol Sub-20 (2013, 2019): Canal 10 (2013, 2019), DSports (2023)
- Juegos Panamericanos (2019): producción de Equital, vía Montecable, TCC y cableoperadores (edición del 2019)
- Copa del Rey: final de 2019 por TCC
- Copa Sudamericana (2019-presente): partidos de clubes uruguayos por DirecTV Sports.
- Partidos varios por GolTV (hasta 2018).

## Programas
- VTV Noticias VTV , ( 2005-2018, presentador de deportes)
- RR.Gol (VTV, 2010-2016)
- Los 11 del 10 (Canal 10, 2018)
- Subrayado Primeras Noticias (Canal 10, 2019, presentador de deportes)
- Punto Penal (Canal 10, 2019)
- HDF (Radio Carve, 2019-2020)
- Telemundo (Teledoce, 2019-presente, presentador de deportes)
- Polideportivo (Teledoce, 2020-presente)
- Quedate en casa con la celeste (Teledoce, 2020, renarración de partidos de Uruguay en los mundiales)
- De fútbol se habla así (Directv Sports, 2020-presente)
- Mundo AUF Live (AUF TV, 2020-presente)
- #LoVivimosJuntos (AUF TV, 2020-presente)